# 东德转型与和平革命

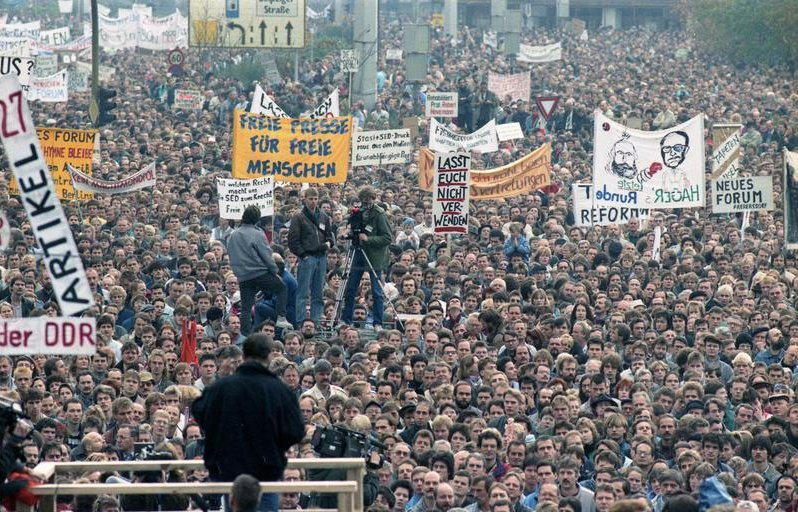
1989年11月4日的亚历山大广场示威

东德转型（德語：Die Wende）是指1989年—1990年德意志民主共和国（东德）政治、经济与社会的转型，其内容为德国统一社会党政权及中央计划经济的终结，恢复议会民主制和市场经济，并最终走向两德统一的一系列历史事件，為東歐劇變的一環。导致东德转型的非暴力的抗议示威活动又被称为和平革命（Friedliche Revolution）。

## 歷史
1980年代末，在苏联共产党中央委员会总书记戈尔巴乔夫领导下的苏联放松了对东方阵营各国的严密控制，这一决定导致东欧国家的改革运动迅速兴起。除了这一外交政策的变动外，戈尔巴乔夫推行的经济改革和开放政策亦显示了东德计划经济制度的不足，东德外债亦在80年代末迅速增加。然而统一社会党却对苏联的改革持反对态度，动摇了德国统一社会党的统治基础。
1989年5月开始，匈牙利和捷克斯洛伐克解除了与西方邻国的边境管制，离开东德变得更为容易，东德的人口外逃显著增加。同时1989年5月的地方选举被怀疑出现舞弊，东德民众的不满情绪逐步表露出来，集会抗议和反对派人数大量增加，其中东德社会中的知识分子和教会人士是和平革命中的主要推动力量，从莱比锡开始的大型示威逐步蔓延到东德其他城市，直至东德40周年国庆时统一社会党尚未对示威采取武力行动，东德民众表达改革的意愿变得更为强烈。
面对人口外逃和改革意愿的压力，统一社会党政治局迫使总书记埃里希·昂纳克下台，由支持改革的埃贡·克伦茨接任德国统一社会党总书记（最高领导人），汉斯·莫德罗担任部长会议主席（总理）。其后，史塔西（国家安全部）被废除并开始筹划自由选举。1989年12月人民议会废除了东德宪法中统一社会党的执政权，统一社会党政治局随后全体辞职。1990年3月举行了人民议会的首次自由选举，反对派德国联盟取得了胜利。
针对东德人口外逃的形势变化，东德政府放松了旅行限制，却意外导致了柏林墙的开放。东德政治体制的变化为德国统一扫清了障碍，两德边境形势的变化促使东西德政府开始进行对话，并通过谈判达成了两德统一方案。1990年10月3日，两德最终统一。

## 參见
- 同盟國軍事佔領德國
- 對德政策的重述
- 彼得斯贝格协议
- 柏林四强协定
- 最终解决德国问题条约